# Lubieszyn (West-Pommeren)
Lubieszyn (Duits: Neu-Linken/Marienhof) is een dorp in de Poolse woiwodschap West-Pommeren. De plaats maakt deel uit van de gemeente Dobra (powiat policki).